# Leslie Knighton
Leslie Knighton, né le 15 mars 1887 à Church Gresley (Angleterre), mort le 10 mai 1959 à Bornemouth (Angleterre), est un manager anglais de football, connu pour avoir entrainé Arsenal.

## Biographie
Il devient le septième manager d'Arsenal en 1919 et le reste jusqu'en 1925.